# Robledo de Chavela
Robledo de Chavela ist eine zentralspanische Gemeinde (municipio) mit 4.725 Einwohnern (Stand: 2024) im Westen der Autonomen Gemeinschaft Madrid. 

## Lage
Robledo de Chavela liegt im Westen der Gemeinschaft Madrid ca. 55 km westnordwestlich von Madrid. Der Río Cofio begrenzt die Gemeinde im Nordwesten. Im Gemeindegebiet befinden sich Radioteleskope bzw. Antennen des Deep Space Networks, der sog. Madrid Deep Space Communications Complex, einer Einrichtung von NASA und INTA.

## Bevölkerungsentwicklung
| 1930 | 1950 | 1970 | 1981 | 1991 | 2001 | 2011 | 2021 |
| ---- | ---- | ---- | ---- | ---- | ---- | ---- | ---- |
| 1530 | 1585 | 1634 | 1647 | 1813 | 2488 | 3991 | 4479 |

## Sehenswürdigkeiten
- Kirche Mariä Himmelfahrt (Iglesia de la Asunción de Nuestra Señora) aus dem 15./16. Jahrhundert
- Jakobuskirche (Iglesia de Santiago Apostól) von 1948
- Einsiedelei Unserer lieben Frau von Navahonda (Ermita de Nuestra Señora de Navahonda)
- Einsiedelei Unserer lieben Frau (Ermita de Nuestra Señora del Dulce Nombre de María de la Antigua)
- Einsiedelei des Heiligen Antonius von Padua
- Rathaus aus dem 18. Jahrhundert

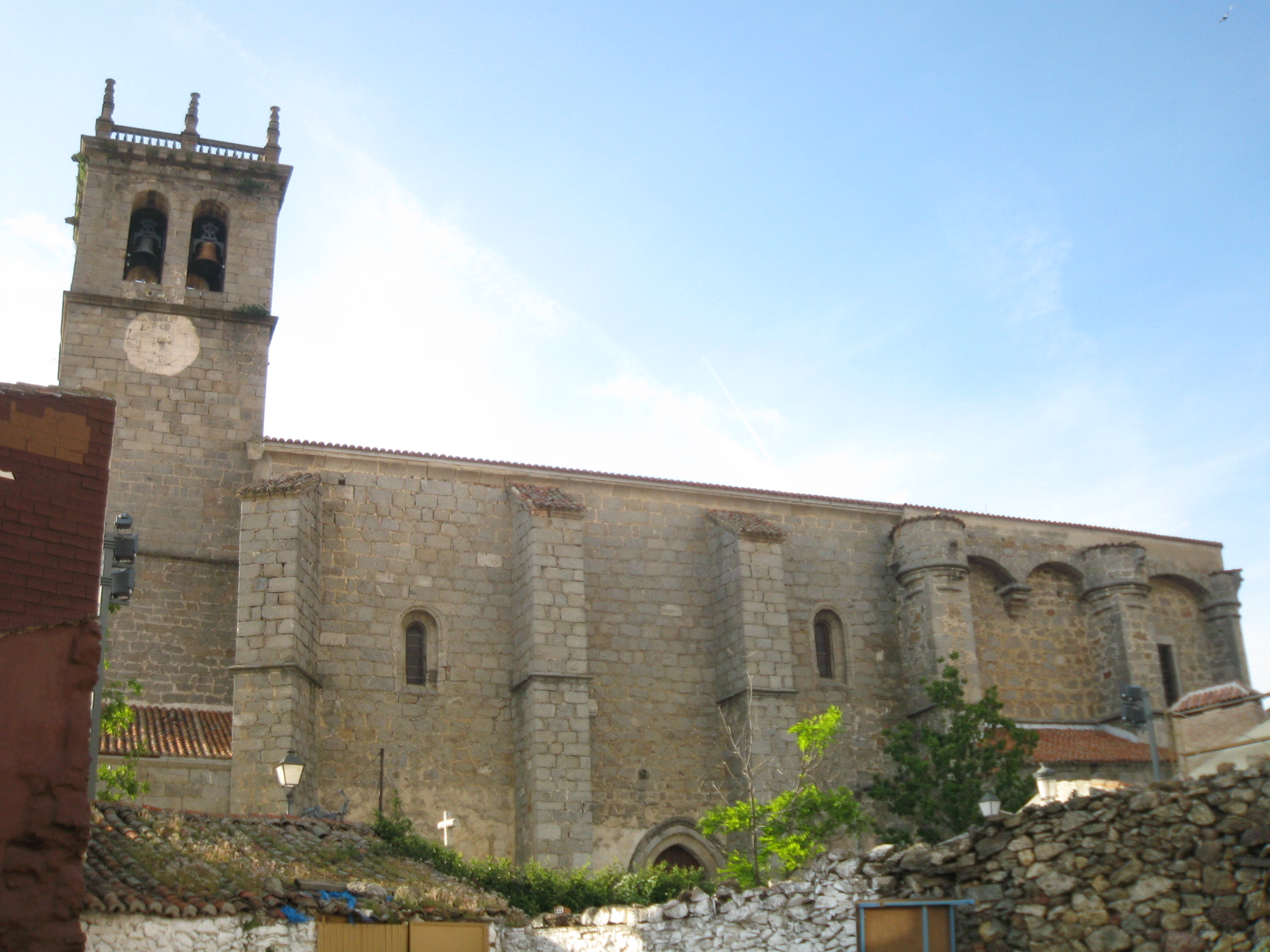
Himmelfahrtskirche
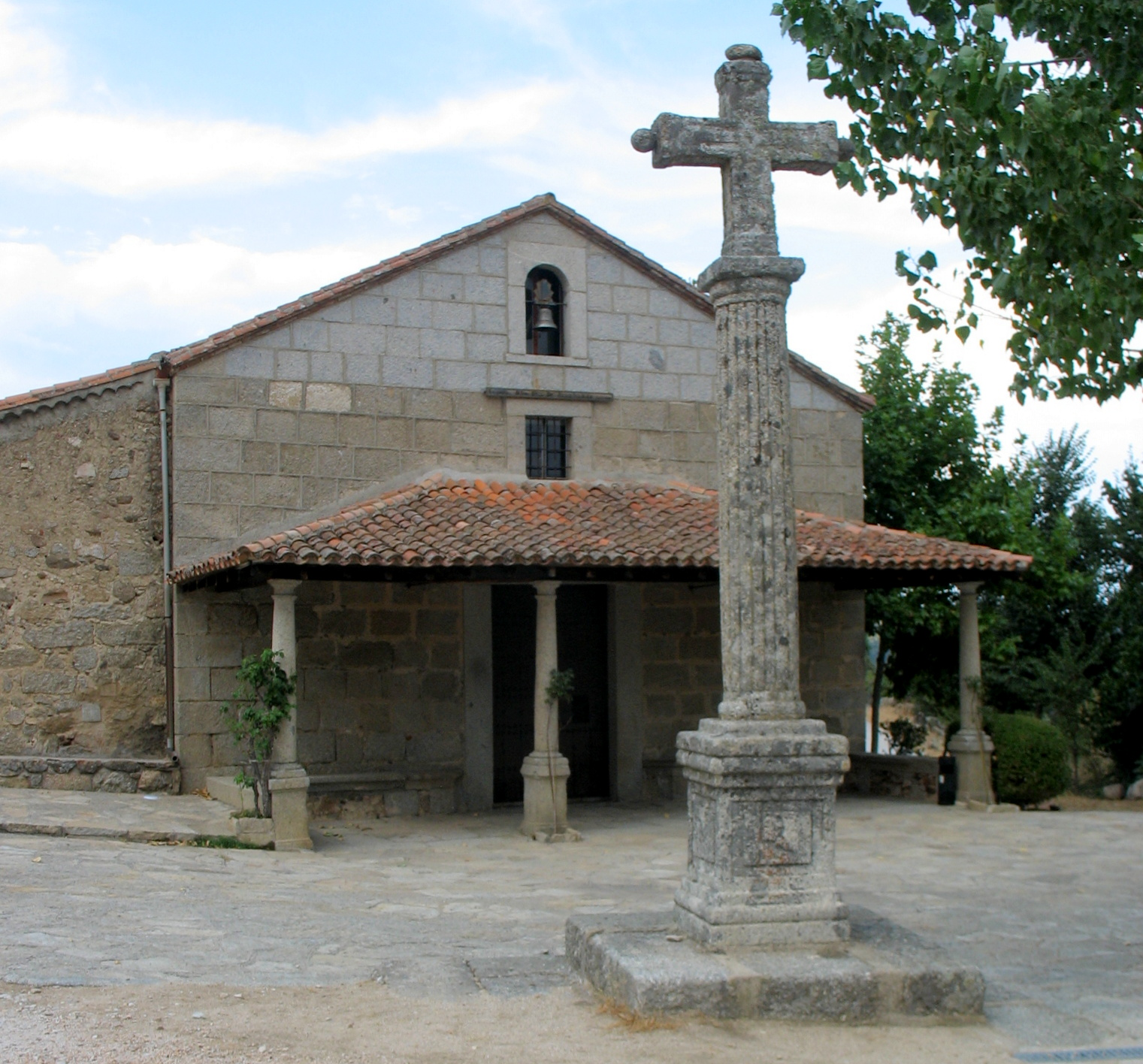
Einsiedelei Unserer Lieben Frau Navahonda
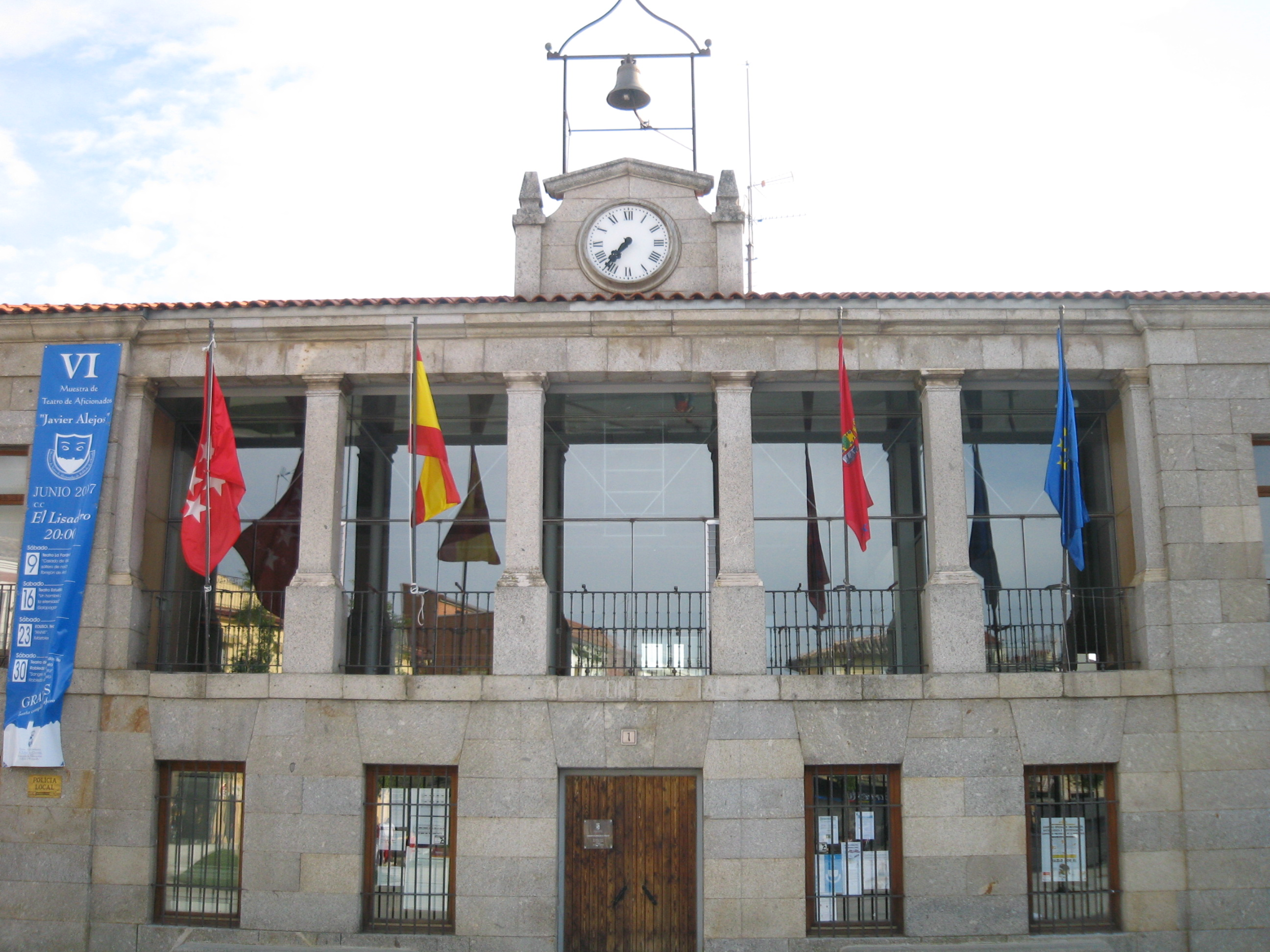
Rathaus